# 22426 Mikehanes
22426 Mikehanes este o planetă minoră (asteroid), cu un diametru de 4,166 km, din centura de asteroizi. A fost descoperită pe 13 ianuarie 1996 la Observatorul Național Kitt Peak de Spacewatch. 
Obiectul prezintă o orbită caracterizată de o semiaxă mare de 2,7632548 UAi, o excentricitate de 0,1, o înclinație de 1,67305 ° în raport cu ecliptica.